# Johann David Bach
Johann David Bach (ur. 1778 w Andisleben, zm. 15 lutego 1848 w Stargardzie) – niemiecki organista, pedagog muzyczny, kompozytor, dyrektor muzyczny miasta Stargardu, zwany „stargardzkim Bachem”.

## Życiorys
Syn Johanna Martina Bacha, mistrza owczarstwa i Eleonory Marii Zietzling. Studiował muzykę w Erfurcie, później podróżował po kraju w poszukiwaniu zatrudnienia, które znalazł w 1812 w Stargardzie, gdzie został zatrudniony jako kantor i dyrektor muzyczny dwóch kościołów miasta – kościoła Mariackiego i kościoła św. Jana. Otrzymał również posadę nauczyciela śpiewu w stargardzkim Collegium Groeningianum. Doprowadził do remontu kościoła św. Jana i rozpoczął generalny remont organów w tymże kościele (zakończony dopiero po jego śmierci, w 1857). Jego następcą jako dyrektora muzycznego Stargardu został Carl Bischoff.
Jako kompozytor Johann David Bach posiada znaczenie lokalne. Pisał muzykę okolicznościową, świecką i religijną, na święta, uroczystości i imprezy. Jest również autorem dwutomowego choralnika ewangelickiego pt. Vollständiges Evangelisches Choralbuch, w którym umieszcza 140 chorałów ewangelickich opracowanych na 4 głosy. Wśród opracowanych przez Johanna Davida Bacha chorałów znajdują się głównie znane pieśni ewangelickie, a także kompozycje własne i utwory kompozytorów z rodziny Bachów – Johanna Christopha Bacha i Carla Philippa Emanuela Bacha.
Johann David Bach był aktywny na polu muzycznym do ostatnich lat swojego życia. Zmarł 15 lutego 1848 na zapalenie opłucnej. Pochowany został w Stargardzie 19 lutego 1848.

## Pokrewieństwo z Johannem Sebastianem Bachem
Pokrewieństwo Johanna Davida z Johannem Sebastianem Bachem jest niewątpliwe, choć dalekie. Wśród prac naukowych pojawiają się dwie hipotezy. Ojcem Johanna Davida był urodzony w 1735 (1732?) Johann Martin Bach. Badacz historii muzyki, Werner Schwarz, zwraca uwagę, że w roku 1732 młody Wilhelm Friedemann Bach, syn Johanna Sebastiana, był ojcem chrzestnym syna swojego krewnego. Ochrzczony chłopiec miałby być jedynym synem Tobiasa Friedricha Bacha (1695 – 1768), syna Johanna Christopha Bacha III (1671 – 1721), który był rodzonym bratem Johanna Sebastiana. Johann Martin byłby więc tym tajemniczym jedynym synem Tobiasa Friedricha, ochrzczonym w 1732 w Ohrdrufie, mieście leżącym również w Turyngii, z której bez wątpienia pochodzili przodkowie Johanna Davida. Jest to jednak hipoteza mało prawdopodobna i nie potwierdzają jej najbardziej renomowani badacze życia i twórczości Johanna Sebastiana Bacha, jak Albert Schweitzer i Ernest Zavarsky; poza tym dokumenty wskazują, że Johann Martin Bach raczej urodził się w 1735 (a nie 1732) roku.
O wiele bardziej prawdopodobna jest wersja, że Johann David Bach pochodził z erfurckiej (turyngeńskiej) linii Bachów, bez powoływania się na bezpośrednie związki z najbliższą rodziną Johanna Sebastiana. Koncepcję taką przyjmuje też dr Mikołaj Szczęsny, powołując się na zdanie niemieckiego autora, Wilde Göbbera. Johann David Bach pochodził z rodziny pasterzy owiec. Był to wówczas zawód prestiżowy (określany niekiedy jako tzw. mistrz owczarstwa), traktowany czasem z większym uznaniem niż zawód muzyka. W Turyngii często łączono zawód muzykanta (zwykle grającego na instrumentach dętych, w tym często na dudach) z zawodem owczarza, więc działalność w zawodzie owczarza nie świadczy o zaniku tradycji muzycznej wśród przodków Johanna Davida.
Przodkowie Johanna Davida Bacha w linii prostej nosili zawsze pierwsze imię Hans (później też w formie Johann lub Johannes). Prawdopodobnie byli nimi: Johann Martin (ur. 1735), Hans Balthasar (ur. 4 marca 1710), Johann Balthasar (ur. 19 września 1683) i Hans Balthasar starszy (ur. ok. 1660). Byli to zapewne bezpośredni potomkowie Hansa Bacha, który miał co najmniej trzech synów: najmłodszego Heinricha Bacha, założyciela tzw. linii arnsztadckiej Bachów, średniego Christopha Bacha (1613 – 1661), dziadka Jana Sebastiana w linii prostej i najstarszego, również Hansa/Johannesa (1704–1774), założyciela linii erfurckiej. Można więc z dużą pewnością domniemywać, że ten ostatni był dziadkiem (ojcem?) urodzonego ok. 1660 Hansa Balthasara starszego. Trudności w badaniach mogą wynikać też z tego, że imiona w rodzinie powtarzały się – istniał rodzony brat Johanna Sebastiana również o imieniu Johann Balthasar Bach, który umarł jednak w wieku 18 lat w 1691 roku.